# Pyhäjoki
Pyhäjoki là một đô thị của Phần Lan.
Đô thị này nằm ở tỉnh Oulu trong vùng Bắc Ostrobothnia. Đô thị này có dân số 3.554 (2003) với diện tích là 546,14 km² trong đó có 5,83 km² là diện tích mặt nước. Mật độ dân số là 6,6 người trên mỗi km².
Đô thị này chỉ sử dụng tiếng Phần Lan.